# Николо-Берёзовское сельское поселение
Николо-Берёзовское сельское поселение — муниципальное образование в Милютинском районе Ростовской области.
Административный центр поселения — хутор Николовка.

## География
Муниципальное образование Николо-Берёзовское сельское поселение расположено в северо восточной части Ростовской области и западной части Милютинского района. Граничит с Кашарским, Бело-Калитвенским и Тарасовскими районами области.
Площадь поселения составляет 360 км2.

## Административное устройство
В состав Николо-Берёзовского сельского поселения входят:
- хутор Николовка;
- хутор Антоновка;
- хутор Борисов;
- хутор Ивановка;
- хутор Ивановский;
- хутор Николаевский;
- хутор Приходько-Придченский.

## Население
| 2010  | 2012  | 2013  | 2014  | 2015  | 2016  | 2017  |
| ----- | ----- | ----- | ----- | ----- | ----- | ----- |
| 1401  | ↘1370 | ↘1353 | ↘1306 | ↘1272 | ↘1263 | ↘1240 |
| 2018  | 2019  | 2020  | 2021  |       |       |       |
| ↘1214 | ↘1173 | ↘1144 | ↘1125 |       |       |       |